# 曼海蒂

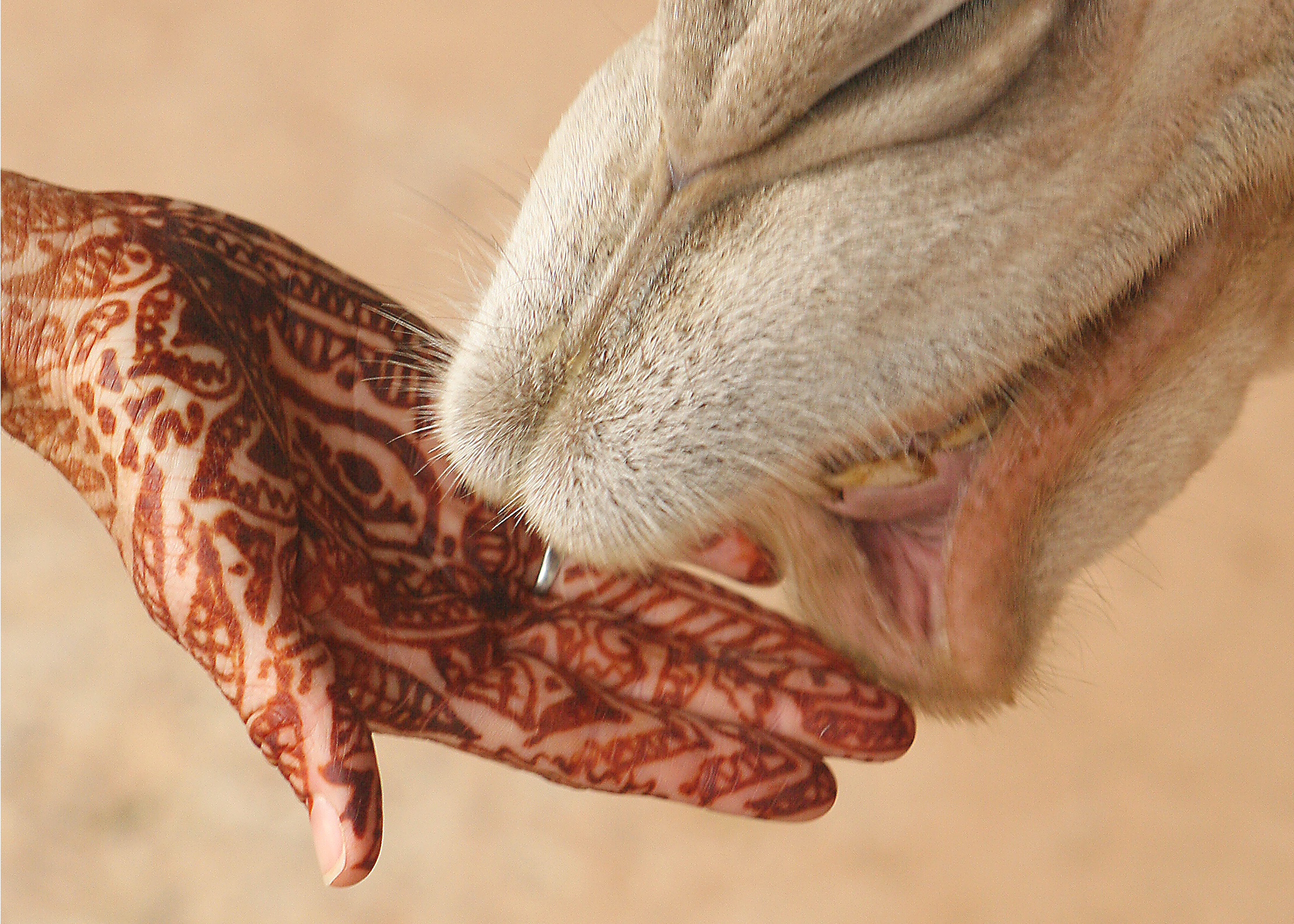
曼海蒂手部彩繪圖案

曼海蒂，亦作墨含蒂、魔汗第，是一種以从散沫花提取的海娜粉為顏料的人體彩繪藝術，它源於美索不達米亞，已有千多年的歷史，至12世紀成為印度文化，盛行於印度、巴基斯坦及中東。以海娜粉制成的浆液在手臂或足上绘制繁复的图案，作为节日和婚礼吉祥的祝福，尤其在婚嫁時，都會在新娘的手掌及腳上繪上悅目的圖案作為裝飾。绘制曼海蒂是新娘婚前的重要仪式，图案越复杂，代表丈夫的爱意越深。
海娜是一種棕色的純植物油性顏料。彩繪約可維持一星期，直至因新陳代謝將留在皮膚表層的顏料排出體外。